# Anna Tsiviljova
Anna Jevgenijevna Tsiviljova (ryska: Анна Евгеньевна Цивилёва), född 9 maj 1972 i Moskva, är en rysk politiker. Hon är sedan 2024 vice försvarsminister i Ryssland och kusinbarn till president Vladimir Putin.

## Biografi

### Uppväxt
Hon föddes den 9 maj 1972 i Ivanovo, huvudorten i Ivanovo oblast, i en läkarfamilj. Hennes far var Jevgenij Michajlovitj Putin (1933–2024), urolog och kusin till Vladimir Putin. 

### Studier och karriär
Hon tog examen från Ivanovo State Medical Academy med en examen i psykiatri. Från 1996 arbetade hon som psykiater vid Bogorodskoje psykiatriska sjukhus i Ivanov. Efter att Vladimir Putin blev president flyttade hon till Moskva och började leverera medicinsk utrustning, arbetade som chef på det statligt ägda Medtekhsnab och sedan på det privata företaget Digimed. 
Den 3 april 2023 utnämnde Putin henne till ordförande för den nyinrättade statliga fonden för stöd till deltagare i den särskilda militära insatsen 'Fosterlandets försvarare'. Före 2023 hade hon dock ingen känd militär bakgrund eller anknytning till försvarsfrågor.